# Baie de Brador
Baie de Brador är en vik i Kanada.   Den ligger i provinsen Québec, i den östra delen av landet, 1 500 km öster om huvudstaden Ottawa.